# Oleg II. Rjazaňský
Oleg II. Ivanovič (rusky Оле́г Ива́нович Ряза́нский, † 1402) byl knížetem a velkoknížetem Rjazaňského knížectví v letech 1350–1402.

## Vláda

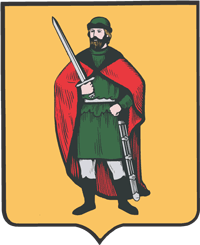
Znak Rjazaně a Rjazaňské gubernie od roku 1779 nese podobiznu Olega II.

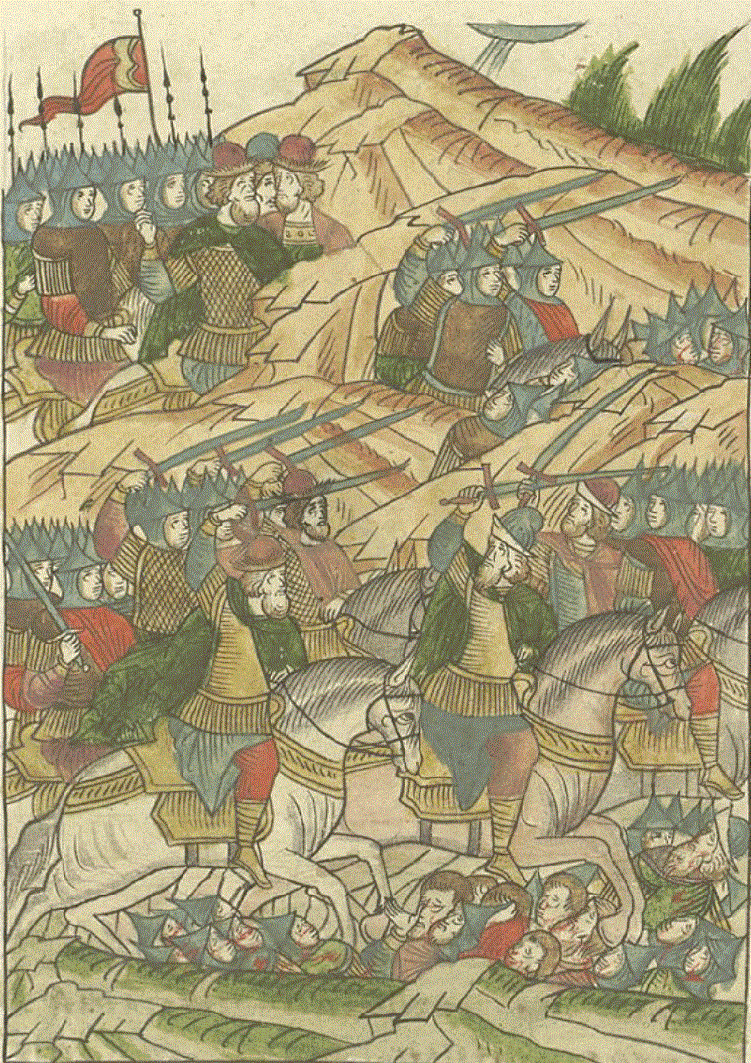
Bitva u Šiševského lesa. Na miniatuře je zobrazen Oleg Rjazaňský, Vladimir Pronský a Tit Kozelský během bitvy s Tagajem.

Dle tradice byl synem Ivana Ivanoviče Krotopola a měl sestru Anastázii. Sám sebe však Oleg v dopise Olegovskému klášteru v Arestovském nazývá synem Ivana Alexandroviče („modlím se za svého otce, knížete velikého, Ivana Alexandroviče“). Badatelé se proto přiklánějí k názoru, že Oleg byl synem Ivana Alexandroviče, a nikoli Ivana Korotopola.
Na knížecí stolec Rjazaně nastoupil po smrti knížete Ivana nebo Vasilije Alexandroviče.
Období let 1370–1387 je poznamenáno vytrvalými pokusy Olega uhájit nezávislost svého knížectví proti nájezdům Zlaté hordy. V roce 1370 byl Oleg jedním z organizátorů spojení vojsk na pomoc Moskvě obléhané litevským knížetem Olgerdem.
Je znám především pro své soupeření s Moskevským knížectvím a v roce 1371 byl poražen v bitvě u Skorniščeva vojsky moskevskéhého knížete Dmitrije Donského. Poněkud tajemná je Olegova role v bitvě na Kulikovském poli. Zde byl nominálně spojencem Zlaté hordy, bitvy se však nezúčastnil a několik jeho bojarů bojovalo a zemřelo za ruskou stranu.
V roce 1377 byla Rjazaň zpustošena hordským knížetem Arapšou, Oleg jen o vlásek unikl zajetí. V roce 1378 Dmitrij stáhl jednotky za Oku a ve spojenectví s Danilou Pronským porazil tatarskou armádu v bitvě na Voži. V roce 1379 byla Rjazaň znovu zpustošena emírem Mamajem.
Jeho dcera se provdala za Jurije Svjatoslaviče Smolenského.
Před úplným koncem svého života přijal Oleg mnišství a schimu pod jménem Joachim v jím založeném Solotčinském klášteře 28 mil od Rjazaně. Inokinea ukončila svůj život a jeho manželka, kněžna Eufrosina.

### Rodina a potomstvo
Měl sestru Anastázii. Byl ženatý s Eufrosinou (Jevpraksií), † 5. prosince 1404. Manželé měli několik dětí:
- Agrippina – od roku 1377 provdaná za Ivana Titoviče Kozelského;
- Alena – provdaná za Jurije Svjatoslaviče Smolenského;
- Fjodor († 1427 ) – velkokníže rjazaňský (1402–1427);
- Rodoslav (Jaroslav?) († 1407);
- dcera – provdaná za Vladimíra Pronského;
- Anastázie - provdaná za Dmitrije-Koributa Olgerdoviče, knížete novgorodsko-severského a zbaražského

## Znak města Rjazaně
Ve zlatém poli stojí kníže, v pravé ruce drží meč a v levé pochvu. Je oděn má na sobě šarlatovou epanču a zelený šat a klobouk v téže barvě lemované sobolí kožešinou“ (Winkler, s. 131). Podle rjazaňské legendy znak zobrazuje právě knížete Olega Ivanoviče.